# Étienne Ritter
Pour les articles homonymes, voir Ritter.
Étienne Ritter, né le 17 février 1934 à Sondernach et mort le 19 novembre 1994 à Wasselonne, est un artiste-peintre français.

## Biographie
Étienne Ritter naît le 17 février 1934 à Sondernach, dans une famille modeste où il n’est que l’un des nombreux enfants de Mathieu Ritter, ouvrier, et Anne Zinglé. Après avoir quitté l'école communale à l'âge de 14 ans, Étienne Ritter travaille dans les usines de filature textile Hartmann de Munster, tout en aidant sa famille aux travaux des champs. Parallèlement, il passe dès l’âge de sept ans beaucoup de temps à dessiner. Il expose d’abord ses toiles aux fenêtres de la maison familiale, puis à la Laub, dans une librairie de Munster et un encadreur de Colmar. Ses œuvres reçoivent un bon accueil et il en vend occasionnellement à partir de l’adolescence,.
Il effectue à vingt-et-un ans son service militaire en Algérie, où il continue de peindre abondamment, en partie grâce à l’aide de ses camarades de chambrée, qui le déchargent de ses corvées. À son retour d’Algérie en 1957, il s’oriente vers la carrière de peintre professionnel. Après son mariage le 18 mai 1956 avec Marguerite Sachs, institutrice, le couple s’installe à Wangen. Il est lauréat du grand prix international de peinture de Deauville en 1960 et de celui de Sarreguemines en 1963. Il meurt à Wasselonne le 19 novembre 1994,.

## Style
Les sujets de prédilection d’Étienne Ritter sont les villages d’Alsace, au printemps ou sous la neige, les bouquets de fleurs (coquelicots, tournesols, marguerites, fleurs des champs), les natures mortes, les paysages vosgiens dans les couleurs chaudes de l’automne, mais aussi des compositions plus abstraites ou des marines aux bleus plus inhabituels.
L’évolution de sa peinture, très figurative à ses débuts, essentiellement au pinceau, passe ensuite par une période de cubisme, puis de recherches et mélanges de couleurs où le couteau prend toute sa place, pour arriver à sa personnalité et sa plénitude dans les années 1975 à 1990. Dans les dernières années de sa vie, diminué par sa maladie, sa peinture reflète la souffrance physique et morale du peintre, qui s’oriente vers des teintes plus froides, de plus en plus pauvres en matière.

## Expositions
Il a créé environ 4 000 toiles (huile sur toile, pinceau et couteau).
De nombreuses expositions particulières jusqu'en 1992 : musée Bartholdi de Colmar, galeries Jade à Colmar, Marbach à Mulhouse, Aktuaryus à Strasbourg, Schmitt à Metz, Saint-Placide Paris 6e, Guigné Paris 8e, Facettes à Boulogne, Racines à Bruxelles, Moresco à Montréal, Knott à Dallas, etc.
Depuis 1995, des rétrospectives du peintre et de sa peinture, continuent à être organisées régulièrement dans son village d’adoption de Wangen.

## Collections publiques
Des œuvres d'Étienne Ritter sont conservées au musée d'art moderne et contemporain de Strasbourg.

## Réception critique
- « Profondément attaché à son terroir, Ritter ne cesse d'y trouver son inspiration. Et il recrée cet univers dans une matière généreuse, aux rythmes amples, avec une palette éblouissante dont les dominantes chaudes, alliées aux blancs, s'harmonisent avec des bleus rares et des verts précieux. »[6]
- « Les paysages d'Alsace, même ceux d'hiver, sont toujours intensément lumineux, les fleurs d'une force expressive qui sait allier les recherches de coloris aux vertus et aux nécessités décoratives ... »[7]
- « Dépouillé et riche à la fois, instinctif autant qu'étudié, familier et, en même temps, d'une fierté sauvage, l'Art d'E. Ritter apparaît, en cette époque où presque tout est artificiel, comme l'un des derniers îlots d'une peinture figurative, naturelle et vigoureuse, traditionnelle ... »[8]